# Mykoła Kułeba
Mykoła Kułeba (ukr. Микола Миколайович Кулеба; ur. 23 marca 1972 w Kijowie) – ukraiński polityk i działacz na rzecz praw dzieci. W latach 2014–2021 Rzecznik Praw Dziecka przy Prezydencie Ukrainy.

## Życiorys

### Edukacja
W latach 1990–1994 studiował w Kijowskim Instytucie Gospodarki Narodowej. W 2007 roku ukończył Europejską Wyższą Szkołę Finansów, Systemów Informatycznych, Zarządzania i Biznesu uzyskując licencjat z zarządzania. Rok później (2008) - na tej samej uczelni - uzyskał tytuł magistra marketingu. W 2014 roku studiował w Państwowej Akademii Administracji Publicznej przy Prezydencie Ukrainy.

### Praca zawodowa
W latach 1989–1990 pracował jako ślusarz w fabryce budującej maszyny w Żulanach pod Kijowem. Po ukończeniu studiów, od 1994 do 1997 roku bezrobotny. W roku 1997 podjął pracę w LLC "Valenta" w Kijowie, gdzie pracował do sierpnia 1999. Od tego czasu ponownie był bez pracy aż do stycznia 2001, kiedy to podjął pracę na stanowisku dyrektora w LLC "NVO Chimprojekt" w Kijowie.

### Działalność polityczna i społeczna
W 2001 roku założył, a w 2002 roku kierował organizacją charytatywną „Otwarte Serce” (ukr. "Відкрите серце"). W ciągu pięciu lat pracy w tej organizacji Mykoła Kuleba stworzył model resocjalizacji dzieci ulicy i otworzył sieć wyspecjalizowanych ośrodków pracy z nimi. W 2006 roku kierował międzynarodową organizacją charytatywną „Pogotowie dla Dzieci”.
Od 2006 do grudnia 2014 r. pełnił funkcję kierownika Wydziału ds. Dzieci Administracji Państwowej Miasta Kijowa. W tym czasie ukształtował politykę stolicy w zakresie praw dziecka, zrealizował szereg miejskich programów dla dzieci, rozwinął rodzinne formy wychowania sierot i pracy profilaktycznej z rodzinami w trudnej sytuacji życiowej. W efekcie tych działań liczba sierot w domach dziecka zmniejszyła się o pięć razy. Otworzył pierwszą w Ukrainie „Wioskę Dziecięcą”, która wprowadziła szkolenia dla rodziców adopcyjnych, oraz zintensyfikowała umieszczanie sierot w rodzinach zastępczych.
17 grudnia 2014 Prezydent Ukrainy Petro Poroszenko powołał go na stanowisko Prezydenckiego Rzecznika Praw Dziecka. Ze stanowiska tego został odwołany 19 maja 2019 r., a następnie - 1 czerwca 2019 r. - ponownie powołany.
W maju 2020 r. Mykola Kuleba wywołał ostre reakcje, kiedy nazwał macierzyństwo zastępcze „handlem dziećmi”. Podejmowane przez niego próby zakazu surogacji prowadzone były w kontekście pandemii COVID-19, która spowodowała, że kobiety świadczące odpłatnie taką usługę nie mogły oddać nowo narodzonych dzieci rodzicom. Znaczna większość z nich to obywatele innych krajów, którzy w sytuacji lockdownu nie mogli przyjechać po dzieci. Wg oficjalnych danych (płatna) surogacja jest wzrastającym zjawiskiem w Ukrainie, jednak oficjalne dane zbierane są dopiero od 2018 roku.
W połowie 2021 roku (15 czerwca 2021 r.), prezydent Ukrainy Wołodymyr Zełenski przeprowadził reformę rzeczników zmieniając ich stanowiska na doradców-rzeczników i zmieniając tematyczny zakres ich działań. W ramach tej reformy odwołał łącznie czterech dotychczasowych rzeczników i pełnomocników, w tym Mykołę Kułebę.
W tym samym roku (2021), Kułeba założył fundację „Save Ukraine” (ukr. "Спасемо Україну"), która zajmuje się rzecznictwem praw dzieci i pomocą dla domów dziecka, rodzin zastępczych oraz rodzin z dziećmi z niepełnosprawnościami. Od 24 lutego 2022, tj. od początku rosyjskiej inwazji na Ukrainę, Fundacja – i sam Mykoła Kułeba - zajmuje się rzecznictwem praw dzieci z Ukrainy (szczególnie dzieci z pieczy, w rodzinach zastępczych i z niepełnosprawnościami), organizowaniem dla nich pomocy humanitarnej oraz akcjami relokacji i bezpośrednimi działaniami ewakuacji za granice kraju. Działania te prowadzone są we współpracy z rządami krajów partnerskich. Prowadzą też działania zwalczające i przeciwdziałające handlowi ludzi, szczególnie dzieci oraz innych zbrodni wojennych, których ofiarami padają dzieci. Mykoła Kułeba wystąpił na wysłuchaniu Senatu USA opowiadając o tych działaniach i apelując o wsparcie.

### Życie prywatne
Mykoła Kułeba jest żonaty. Wraz z żoną mają czworo dzieci.

#### Wypadek 2019
24 listopada 2019 r., we wsi Czabany, Mykoła Kuleba miał poważny wypadek samochodowy. Wg doniesień: jadąc na czerwonym świetle złamał przepisy. Dwoje jadących z nim jego dzieci zostało rannych. On sam i jedno z jego dzieci w stanie krytycznym trafili na oddział intensywnej terapii. Na okoliczność wypadku wszczęte zostało postępowanie karne na podstawie art. 286 ("Naruszenie zasad bezpieczeństwa ruchu drogowego") Kodeksu Karnego Ukrainy. Od maja 2020 r. sprawa jest ciągle w toku.